# Dilomilis oligophylla
Dilomilis oligophylla är en orkidéart som först beskrevs av Rudolf Schlechter, och fick sitt nu gällande namn av Victor Samuel Summerhayes. Dilomilis oligophylla ingår i släktet Dilomilis och familjen orkidéer. Inga underarter finns listade i Catalogue of Life.